# Сериа (город)
Сери́а (англ., малайск. Seria) — город в султанате Бруней-Даруссалам.
Город Сериа расположен в юго-западной части султаната Бруней, в округе Белайт, и является административным центром мукима (провинции) Сериа. Полное его название — Пекан Сериа (Pekan Seriа), что в переводе с малайского языка означает "город на реке Сериа". Город расположен в 100 км на юго-запад от столицы Брунея — Бандар-Сери-Бегаван, и в 16 км восточнее от административного центра округа Белайт, города Куала Белайт. Площадь его составляет 0,6 км². Численность населения (включая поселения-кампонги) — 46 600 человек (на 2006 год).

## История
Город Сериа возник и разросся после открытия в 1929 году крупных нефтяных месторождений на западном берегу реки Сериа. Статус города он получил в 1936 году. 16 декабря 1941 года Сериа стал первым местом на острове Борнео, где высадились японские войска во времена Второй мировой войны. 10 июня 1945 года японцы были изгнаны австралийскими частями, и с 11 декабря 1945 года вывоз добытой нефти из Сериа был восстановлен.